# Quodlibet (casa editrice)
Quodlibet è una casa editrice italiana.

## Storia
Fondata a Macerata nel 1993 da un gruppo di allievi di Giorgio Agamben, sotto la guida di Gino Giometti e Stefano Verdicchio si è inizialmente specializzata in saggistica e filosofia, aprendosi in seguito alla letteratura, alla critica d'arte, all'architettura, dando ampio spazio alla pubblicazione dei classici come Matteo Ricci. Dal 2013 la casa editrice è diretta da Stefano Verdicchio.
"Il qualsivoglia latino che abbiamo scelto per marchio non significa né indifferenza né neutralità. Chiarisce il criterio delle nostre scelte. I testi che cerchiamo devono reagire sull'attualità, gettarvi sopra una luce inattesa" (da un'intervista a Gino Giometti a «La Stampa»).
Quodlibet ha al suo attivo un catalogo di oltre 500 titoli e tre collane principali: "Quodlibet", "Quaderni Quodlibet" e "In ottavo". Fra i suoi autori principali sono Giorgio Agamben, Gilles Deleuze, Enzo Melandri, Rem Koolhaas, Alois Riegl, Gilles Clément, ma anche Roberto Dionigi e Gianni Carchia. Ospita inoltre libri di Günther Anders, Ingeborg Bachmann, Robert Walser, Silvio D'Arzo, Antonio Delfini, Furio Jesi, Emilio Garroni, Alexandre Kojève, Dolores Prato, Ludwig Wittgenstein, Lu Xun, Henri Michaux, Romolo Murri, Antoine Berman, Yona Friedman, Clio Pizzingrilli ecc.
Le riviste stampate della casa editrice sono "L'ospite ingrato" (dal 1998, periodico del centro studi su Franco Fortini, vedi il sito), "Discipline Filosofiche" (semestrale diretto da Stefano Besoli e Barnaba Maj) "«Giornale di Storia costituzionale»" (dell'Università di Macerata) e "Rassegna di architettura e urbanistica".
Nella sezione del catalogo "Quodlibet Studio" sono pubblicate diverse collane tematiche che pubblicano prevalentemente ricerche inedite di studiosi italiani e no. Dal 2007 è stata attiva la collana "Verbarium" diretta da Michele Ranchetti e poi dai suoi allievi, altro punto di riferimento della casa editrice (ospita, tra l'altro, libri di Ivan Illich, Renato Solmi e le poesie dello stesso Ranchetti).
Dal 2008 ha visto la luce Compagnia Extra, una "banda di pensiero" più che una mera collana di narrativa (diretta da Ermanno Cavazzoni e Jean Talon) che finora ha pubblicato libri e autori dall'ispirazione ariostesca come Federico Fellini, Ugo Cornia, Gianni Celati, Daniele Benati, Puškin, Georges Perec, Luigi Malerba e Paolo Nori.
Dal 2010 è pubblicata una collana di architettura diretta da Manuel Orazi, dapprima in coedizione con la rivista Abitare e poi, terminata la coedizione, ribattezzata "Habitat", che propone testi di natura teorica di alcuni fra i massimi architetti internazionali: Robert Venturi e Denise Scott Brown, Giancarlo De Carlo, Aldo Rossi, Yona Friedman, Peter Eisenman, Daniel Libeskind, Superstudio, Michele De Lucchi et al.
Dal 2014 pubblica Nuova Tèchne, storica rivista fondata da Eugenio Miccini nel 1969 e diretta da Paolo Albani, pubblicando, tra gli altri, contributi di Umberto Eco, Dario Fo, Giorgio Manganelli, Ettore Petrolini, Lamberto Pignotti, Roland Barthes, Dino Buzzati, Ennio Flaiano, Cesare Zavattini, Bruno Munari, Luigi Pirandello.
Altre collane sono "Le forme dell'anima", diretta da Stefano Besoli, con saggi d'argomento tra fenomenologia e psicologia; "Spinozana" (sul filosofo olandese), "Città e paesaggio" (dedicata all'architettura, all'urbanistica e al paesaggio), "Societas Hominum" (più politiche e sociologiche) e altre ancora.